# モンダミン
モンダミン（MONDAHMIN）はアース製薬が発売する、洗口液を中心としたオーラルケアのブランドである。
日本の洗口液市場でトップシェアを占めている。1987年（昭和62年）に発売。よごれ洗浄補助成分TPP（三リン酸5Na）を配合していることを特徴として前面に出したことで日本に普及した。
ブランド名は、「近代的な」という意味の「modern」とフランス語で私の友達、恋人を意味する「mon ami(e)」に、医薬品などで用いられる「〜イン」の語尾を組み合わせたもの。

## 歴史
1980年頃、アースの社長は、米国では洗口液を用いてオーラルケアを行う生活習慣があり洗口液がよく売れていることに着目、当時日本ではペースト状のはみがきが用いられており洗口液を用いる習慣はなかったが、やがて米国同様に、日本でもそれが受容され習慣となると確信し、同社の研究部に商品開発の提案を行った。研究部に与えられた命題は「日本人の口に合う洗口液をつくる」であった。
まず日本で生活習慣としてとりいれてもらうことを目標としており、最初は海外の先行品の処方・効能・味・防腐性を研究したものの、日本では機能だけでは受容されない、味覚的にまずければつかってもらえない、と判断し、商品の味にこだわり抜いた。
こうして日本人の口に合わせたペパーミント味の「モンダミン」第1号が開発され、1987年に発売された。だが日本の市場の反応は冷ややかで、生活習慣として受け入れられず、せいぜい一部の人に「口臭予防」製品として利用されたにとどまった。新フレーバーの「シナモン」も空振りに終わり、市場撤退に追い込まれることが予想された。だが、同社企画部から起死回生の策が提示された。それは「モンダミン」の「洗浄効果」を前面に打ち出す戦略であった。消費者に「洗浄効果」を訴求しつつ販売する戦略であり、研究部もモンダミンの洗浄効果を高めそれに貢献した。グリーンの液体でペパーミント味という点では何ら変えていなかったが、「洗浄効果」を前面に出したことで、発売から5年目にして、製品の売り上げが急拡大し、洗口液を用いることを日本人の生活習慣にするという目標に近づいた。
2017年8月に発売30年を迎えたのを機に、レギュラータイプ3種と「プレミアムケア」シリーズをリニューアル。「ペパーミント」・「ストロングミント」・「プレミアムケア」に設定の80mlを除いて、キャップとボトルにクリスタルカットを施した新型ボトルとなった。このリニューアルに伴って、パッケージ正面の「モンダミン」ロゴ左下に同年1月に制定されたシンボルマークが新たに表記されるようになった。

## 製品ラインナップ
- レギュラータイプ
  - ペパーミント - 全シリーズの中でも最も基本となる香味の元祖・「モンダミン」（アルコール含有）。2017年8月のリニューアルではイオンコーティング成分「TetPP（テトラピーピー、四リン酸6Na）」を配合し、香料にペパーミントオイルが配合された。内容量は80mL、380mL、700mL、1080mLの4サイズ。
  - センシティブ - 低刺激タイプ。アルコールが含まれているが、口内と同じpHバランスに設計されている。マイルドミントの香味。2017年8月のリニューアルではイオンコーティング成分「TetPP」を配合し、アルコールを減らした。内容量は380mL、700mL、1080mLの3サイズ。
  - ストロングミント - 超爽快ハードタイプ（アルコール含有）。2017年8月のリニューアルではイオンコーティング成分「TetPP」を配合し、香料に冷感持続成分が配合された。内容量は80mL、380mL、700mL、1080mLの4サイズ。
  - エクストラドライミント - 2021年2月発売。強刺激タイプ（アルコール含有）。汚れ洗浄成分CT-25（セテス-25）を配合。内容量は1080mL。
- プレミアムタイプ
  - プレミアムケア【医薬部外品】 - 2015年9月発売。薬用洗口液（アルコール含有）。プレミアムミントの香味。内容量は80mL、380mL、700mL、1080mLの4サイズ。2020年2月に殺菌コート・酸から歯を守る・清涼感の持続効果をプラスしてリニューアルされた。
  - プレミアムケア センシティブ【医薬部外品】 - 2017年3月発売。「プレミアムケア」と同一処方でノンアルコールタイプとした薬用洗口液。プレミアムミントの香味。内容量は380mL、700mL、1080mLの3サイズ。2020年2月に殺菌コート・酸から歯を守る・清涼感の持続効果をプラスしてリニューアルされた。
  - プレミアムケア ストロングミント【医薬部外品】 - 2020年2月発売。「プレミアムケア」と同一処方でプレミアムストロングミント香味とした薬用洗口液（アルコール含有）。内容量は380mL、700mL、1080mLの3サイズ。
  - プレミアムケア センシティブ プレミアムシトラスミント【医薬部外品】 - 2021年2月発売。「プレミアムケア センシティブ」と同一処方でシトラスミントの香味とした薬用洗口液。内容量は1080mL。
- 専用ケアタイプ
  - NEXT 歯周ケア【医薬部外品】 - 2019年2月発売。歯周病予防に特化した薬用液体ハミガキ（アルコール含有、ダブル殺菌成分+抗炎症成分配合）。クリーンハーブミントの香味。内容量は380mL、700mL、1080mLの3サイズ。
  - NEXT 歯周ケア センシティブ【医薬部外品】  - 2019年8月発売。薬用液体ハミガキ「NEXT 歯周ケア」のノンアルコールタイプ。クリーンハーブミントの香味。内容量は380mL、700mL、1080mLの3サイズ。
  - NEXT 歯ぐきケア【医薬部外品】 - 2020年8月発売。歯周病予防に特化した薬用液体ハミガキ（アルコール含有、2つの植物由来成分を含むトリプル抗炎症成分を配合）。ボタニカルハーブミントの香味。内容量は1080mL。
  - NEXT 歯ぐきケア センシティブ【医薬部外品】 - 2021年2月発売。薬用液体ハミガキ「NEXT 歯ぐきケア」のノンアルコールタイプ。ハーブミントの香味。内容量は1080mL。
  - ホワイトニング -　2018年8月発売。ホワイトニングに特化した液体ハミガキ（ノンアルコールタイプ）。プラチナミントの香味。内容量は1080mL
  - ナイトクリア【医薬部外品】 - 2012年9月発売。口臭やネバつきに特化した薬用洗口液（アルコール含有）。プレミアムハーブの香味。2018年2月にパッケージリニューアルされた。内容量は330mL、600mL、1000mLの3サイズ。
  - メディカルケア【医薬部外品】 - 2012年2月発売。歯肉炎予防に特化した薬用洗口液。メディカルハーブの香味。2018年2月にリニューアルされ、3種類の植物エキスを保湿剤として配合されたほか、処方変更によりノンアルコール化された。内容量は330mL、600mL、1000mLの3サイズ。
- 子ども用
  - Kid's【医薬部外品】 - 2012年9月発売。薬用洗口液（ノンアルコールタイプ）。香味はぶどう味といちご味の2種類。2018年8月にリニューアルされ、スヌーピーデザインに変更された。内容量は各250mL。2021年2月にはぶどう味に600mLの
  - Jr. グレープミックス味【医薬部外品】 - 2017年8月発売。小・中学生向けの薬用洗口液（ノンアルコールタイプ）。「Kid's」同様、2018年8月にリニューアルされ、スヌーピーデザインに変更された。内容量は600mL。
- 液状ハミガキ（フッ素仕上げジェル）
  - Kid's フッ素仕上げジェルセット ぶどう味【医薬部外品】 - 生後6ヶ月頃から使用可能な乳幼児向けで、専用やわらかハブラシとのセット品。元々は2008年3月に「モンダミン」の派生製品となる「ママはボクの歯医者さん」として発売されていたが、2012年10月に「モンダミンKid's」のシリーズ品へ移行、2019年2月にスヌーピーデザインに一新して製品名を変更したものである。
  - Jr. フッ素仕上げジェル グレープミックス味【医薬部外品】 - 2018年8月発売。小中学生向けで、発売当初よりスヌーピーデザインが採用されている。
- 自動ディスペンサー
  - 自動ディスペンサー - 2020年2月発売。ノズル付近にかざすと1回分の量（約20mL）が自動で出てくる乾電池式の自動ディスペンサー（レキットベンキーザーヘルス社のライセンスのもと、製造販売されている）。「ホワイトニング（研磨剤が配合されており、器具が故障する原因となる為使用不可）」を除く1080mLの「モンダミン」シリーズに使用可能である。
  - ペパーミント 1080mL 自動ディスペンサーセット - 2019年3月発売。自動ディスペンサーに「モンダミン ペパーミント（1080mL）」を同梱したセット品。
- 介護用品 - 介護用品は「ヘルパータスケ」のブランドで発売されており、「モンダミン」だけでなく、「ノーマット」や「らくハピ」など既存ブランドを横断する形で展開している。
  - ヘルパータスケ モンダミン うるおうドライケア - 2019年2月発売。「モンダミン ドライケア」と同じ3つの保湿成分を配合しつつ、香味をジューシーライチとし、内容量を1080mLに大容量化したものである。
  - ヘルパータスケ モンダミン マウススプレー うるおうジューシー - 2019年2月発売。ノズル付のマウススプレー。レモンミントの香味。内容量は80mL。
- 歯科医院専売モンダミン
  - プロケア【医薬部外品】 - 液体ハミガキ（ノンアルコールタイプ）。内容量は12mL、600mL、1000mLの3サイズ。歯科医院専売品だが、公式オンラインショップの「Shop-Earth」でも600mLのみが販売されている。
  - デンタルマニキュア【医薬部外品】 - 液体ハミガキ（ノンアルコールタイプ）。内容量は12mLと600mLの2サイズ。以前は一般向けにも発売されていたが現在は歯科医院専売品となっている。
- その他製品
  - マウスピース除菌・洗浄スプレー - 2018年11月発売。マウスピースの装着前後に使用する除菌・洗浄スプレー。スポーツ用品店専売品として発売されている。
  - 1000mL/1080mL専用ポンプ - 「モンダミン」シリーズの大容量サイズ（1000mL入りまたは1080mL入り）専用のポンプで、キャップと付け替えて使用する。公式オンラインショップの「Shop-Earth」にて取り扱っている。

## CM
「お口、クチュ、クチュ、モンダミン」というCMソングが使われている。
2023年10月2日から2028年9月30日までの予定で、JR東日本の神田駅山手線ホーム（2・3番線）発車メロディにこのCMソングの曲を使用。

## 歴代イメージキャラクター
- 1987年 - 1992年：不明
- 1992年 - 2014年3月、2015年10月～：井森美幸 - 約22年もの間、イメージキャラクターを務めた。2014年3月で一旦終了したものの、2015年10月以降は「プレミアムケア」のイメージキャラクターとなる。
- 2014年4月 - 2017年8月：ナレーションのみまたは海外の役者の出演のCM。
- 2017年8月 - ：清野菜名（レギュラータイプのみ）、嶋田久作

## 関連文献
- 白井やよい; 鈴木奈央; 鎌田政善; 清浦有祐「洗口剤のCandida albicansに対する殺菌効果」『老年歯科医学』第19巻、第4号、一般社団法人日本老年歯科医学会、284-288頁、2005年。doi:10.11259/jsg1987.19.284。ISSN 1884-7323。